# Bobby Doerr
Robert Pershing Doerr (Los Ángeles, California, 7 de abril de 1918-Junction City, Oregón, 13 de noviembre de 2017), más conocido como Bobby Doerr, fue un jugador profesional estadounidense de béisbol que se desempeñó en la posición de segunda base en las Grandes Ligas de Béisbol (MLB). Es miembro del Salón de la Fama del Béisbol.

## Carrera
Doerr jugó como profesional catorce temporadas en Boston Red Sox (1937-1944, 1946-1951), equipo en el que se retiró.

## Reconocimiento
En 1986, ingresó como miembro al Salón de la Fama del Béisbol.